# ラグナル・ロズブローク

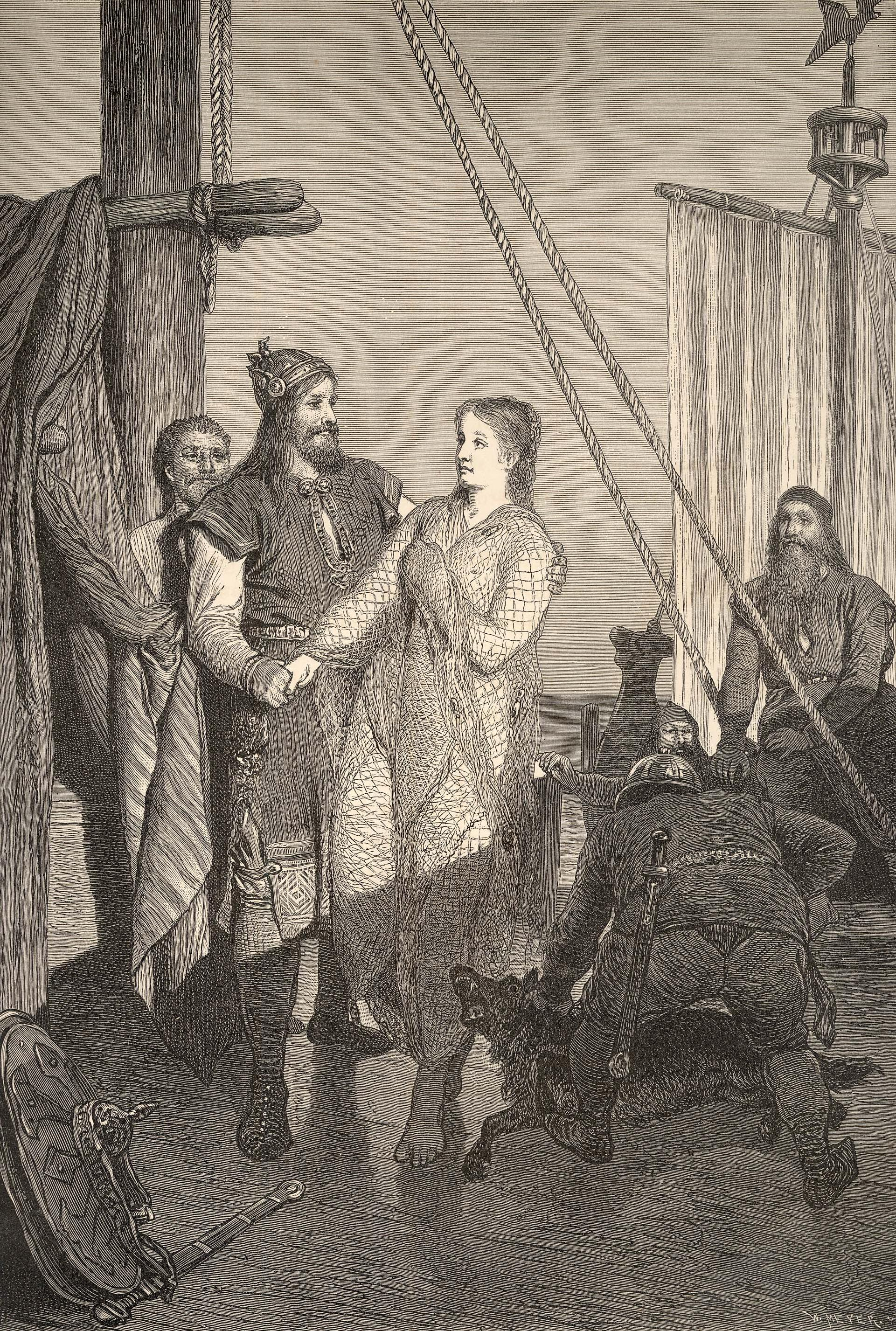
クラカ（アスラウグ）を手に入れたラグナル。アーギュスト・マルムストレム画。

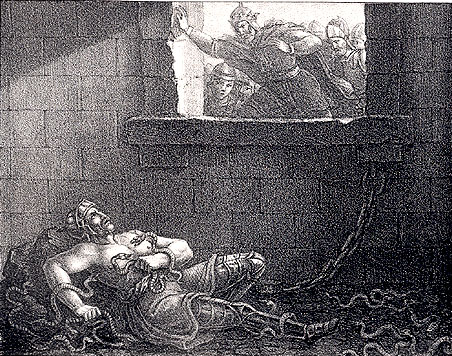
19世紀の芸術家が描いたノーサンブリアのアエルラ王に処刑されるラグナル・ロズブローク。

ラグナル・ロズブロークあるいはロドブローク（古ノルド語: Ragnarr Loðbrók、英: Ragnar Lodbrok, Lothbrok、丁: Regnar Lodbrog「毛羽立ちズボンのラグナル」の意）は、ヴァイキング時代の古ノルド語詩や、いくつかのサガに記述されている古代スカンディナビアの伝説的な指導者で王、そして英雄である。これらの伝承によれば、ラグナルは9世紀にフランスとイギリスに災いをもたらした人物であり、骨無しのイーヴァル、剛勇のビョルン、ハールヴダン・ラグナルスソン、蛇の目のシーヴァルド、ウッボらを含む高名な息子たちの父でもあった。
伝説によれば、ラグナルは貴族の婦人ソーラ、アースラウグらと2度、または楯の乙女ラゲルタを含め3度結婚した。デンマークの王ゴズフレズと縁続きであり、スウェーデンの王シグルド・リングの息子であるといわれている。彼は自ら王になると、侵略と征服によって有名になったが、最後は敵であるノーサンブリアのアエルラ王に捕らえられ、蛇牢に入れられて殺害された。彼の息子たちは大異教軍を率いてイングランドを侵略し、残虐な復讐をした
。

## 史実性
ヒルダ・エリス・デイヴィッドソンは、『デンマーク人の事績』の解説の中で、「第9の書」に見られるラグナルの伝説は、サクソがさまざまな出来事と物語をひとりの王ラグナルに落とし込もうとしたために多くの混乱と矛盾が現れていると注記している。そのため、『デンマーク人の事績』でラグナルがしたとされる行為は、他の情報源を介してさまざまな人物と結びつけることができ、うちいくつかはより歴史的に確実である。以下が「歴史的なラグナル」と考えられる人物である。
- ホーリク1世（英語版）（854年没）
- ラグンフリズ（814年没）。
- デンマークの一部を支配し、ハーラル・クラーク（英語版）と対立した王。
- 9世紀にパリを攻撃したレギンヘルス（Reginherus）という人物。
- おそらく『アイルランド年代記（英語版）』に登場するログンヴァルド。
- 865年に大異教軍を率いてイングランドに侵攻したヴァイキングのリーダーの父。

これまで伝説的なラグナルと、1人あるいは何人かの人物を結びつける試みは、さまざまな報告と年代配列の帳尻を合わせるのが困難であるために失敗してきた。にもかかわらず、9世紀中頃のヨーロッパを荒し回り、名高い息子たちの父となった、ラグナルという（あるいはそれに似た）名のヴァイキングの英雄は際立って根強く、その諸相のいくつかは『アングロ・サクソン年代記』のような比較的信頼の置ける出典にも取り上げられている。1979年のデイヴィッドソンの記述によれば「研究者は近年、ラグナルの物語の少なくとも一部は歴史的事実に基づいていることを認めている。」一方、キャサリン・ホルマンは「ラグナルの息子たちは歴史的人物であるが、ラグナル自身が実在したという証拠は存在しない。彼は数人の異なる歴史的な人物を混ぜたものであり、純粋に文学的な発明である」と結論づけている。

## 原典
ラグナルについての記述を含む中世の原典は以下の通り
- 12世紀の歴史家サクソ・グラマティクスによる『デンマーク人の事績』「第9の書」。
- 「ラグナル・ロズブロークのサガ（Ragnars saga Loðbrókar）」、伝説的サガ、『ヴォルスンガ・サガ』の続編。
- 「ラグナルの息子たちの話（英語版）（Ragnarssona þáttr）」、伝説的サガ。
- 「クラーカの言葉（英語版）（Krákumál）」ラグナルの死の詩。12世紀のスコットランドのスカルド詩。
- 「ラグナル頌歌（Ragnarsdrápa）」9世紀の詩人ブラギ・ボッダソンによるスカルド詩。断片のみ現存。

### 人名対照表
| ラグナル・ロズブロークのサガ | デンマーク人の事績     | 備考 |
| ---------------------------- | ---------------------- | --- |
| ラグナル・ロズブローク       | レグネル・ロートブログ | |
| シグルズ・フリング           | シーヴァルド・リング   | ラグナル／レグネルの父。                                                                                             |
| ヘルルズ                     | ヘーロット             | ソーラ／トーラの父。                                                                                                 |
| ソーラ                       | トーラ                 | ラグナル／レグネルの1番目／2番目の妃。                                                                               |
| エイレク                     | エーリク               | ラグナル／レグネルの息子たちの一人。『デンマーク人の事績』によると「ヴェントシ・ピレイ（風の帽子）」と仇名された。   |
| アグナル                     | アグネル               | ラグナル／レグネルの息子たちの一人。                                                                                 |
| イーヴァル                   | イーヴァル             | ラグナル／レグネルの息子たちの一人。「骨なし」と仇名された。                                                         |
| ビョルン                     | ビョルン               | ラグナル／レグネルの息子たちの一人。『ラグナル・ロズブロークのサガ』によると「ヤールンシーズ（剛勇）」と仇名された。 |
| フヴィートセルク             | ヴィトセルク           | ラグナル／レグネルの息子たちの一人。                                                                                 |
| ログンヴァルド               | レグナルド             | ラグナル／レグネルの息子たちの一人。                                                                                 |
| シグルズ                     | シーヴァルド           | ラグナル／レグネルの息子たちの一人。「蛇の目」と仇名された。                                                         |
| エイステイン                 | オステン               | スウェーデンの王。エイレク／エーリクとアグナル／アグネルを死に至らしめる。                                           |
| エラ                         | ヘラ                   | ラグナル／レグネルを殺した王。                                                                                       |

## 大衆文化
- エドウィン・アザーストーン（英語版）の小説"Sea-Kings in England"で触れられている。
- エディソン・マーシャル（英語版）の1951年の小説"The Viking"に登場する。
- リチャード・パーカーの1957年の歴史小説"The Sword of Ganelon"では、ラグナルと彼の息子や、ヴァイキングの収奪の文化について研究している。
- 1958年の映画『ヴァイキング』では、アーネスト・ボーグナインが演じるラグナーがエイラ王に捕われ、狼の穴に落とされる。カーク・ダグラスが演じる彼の息子アイナー（おそらく、史実ではイーヴァル）は復讐を誓い、ノーサンブリアを征服する。脚本はマーシャルの小説に基づいている。
- 1993年のハリー・ハリソンの歴史改変小説"The Hammer and the Cross（英語版）"ではラグナルの難破と捕縛、そして処刑が描かれている。
- 『シヴィライゼーション3（英語版）』や『メディーバル：トータルウォー（英語版）』、『シヴィライゼーション4（英語版）』を含むさまざまなストラテジーゲームで、ラグナルは歴史的な設定のもと登場している。
- 2013年に放送が始まったヒストリーチャンネルの歴史ドラマのテレビシリーズ『ヴァイキング 〜海の覇者たち〜（英語版）』ではトラヴィス・フィメル演じるラグナルが主役である。